# Kokkai-Nachwahlen in Okinawa 1970
In außerordentlichen Nachwahlen zur japanischen Kokkai 1970 wählten die US-amerikanischen Ryūkyū-Inseln am 15. November 1970 schon vor der für 1972 geplanten Rückgabe an Japan als (wiederhergestellte) 47. Präfektur Okinawa erstmals seit dem Zweiten Weltkrieg eine Delegation ins japanische Nationalparlament (Kokkai), so dass Okinawa bei den endgültigen Verhandlungen zwischen Japan und den USA und der Ratifizierung eine gewählte Vertretung bei einer Vertragspartei hatte.
Für das Unterhaus (Shūgiin) bildete Okinawa fortan einen fünf Mandate starken präfekturweiten Wahlkreis (全県区 zenken-ku), für das Oberhaus (Sangiin, gewählter, aber schwächerer Nachfolger des Kizokuin, des mehrheitlich ernannten, gleichberechtigten Oberhauses im japanischen Kaiserreich) eigentlich einen Einmandatswahlkreis; da aber 1970 die Sitze in beiden sonst gestaffelt gewählten Klassen der Kammer gleichzeitig besetzt wurden, wurde die Sangiin-Wahl in Okinawa ausnahmsweise als eine gemeinsame SNTV-Wahl für zwei Sitze durchgeführt: Der Kandidat mit den meisten Stimmen erhielt ein Mandat bis zur regulären Wahl 1974, der Zweitplatzierte nur bis 1971. In Okinawa/Japan sind die Nationalwahlen in Okinawa 1970 unter anderem auch als 国政参加選挙 kokusei sanka senkyo (etwa „Wahlen zur Teilnahme an der nationalen Politik“) bekannt; ein gleichnamiges Gesetz war die Grundlage der Wahl.
Die Wahlbeteiligung betrug 83,64 % bei der Unterhauswahl und 83,63 % bei der Oberhauswahl. Die Unterhaussitze Okinawas gewannen drei Kandidaten der antiamerikanischen oder zumindest gegen die „zivile“ US-Militärregierung in Okinawa bzw. eine vom US-Militär dirigierte „Unabhängigkeit“ in Abhängigkeit von den USA gerichteten, linken Opposition und zwei der konservativen, proamerikanischen japanischen LDP-Regierung, die aber inzwischen ebenfalls auf die Rückgabe drängte, wenn auch möglichst unter weitgehender Beibehaltung der umfangreichen US-Militärstützpunkte und einiger Sonderrechte: Gewählt wurden die LDP-Politiker (ex-OLDP) Junji Nishime (92.596 Stimmen) und Kōshō Kokuba (65.104), der Japanische Sozialist Kōsuke Uehara (73.331), der Okinawa-Sozialist Tsumichiyo Asato (53.998), der sich später der japanischen DSP anschloss, und Kamejirō Senaga (76.978) von der kommunistischen Okinawa Jinmintō, der später der KPJ beitrat; zwei Kandidaten von Kōmeitō (44.870) und LDP (34.641) unterlagen. Die Oberhauswahl gewann der von der Linken unterstützte, unabhängige Kandidat Shin’ei Kyan (später zum Dainiin-Klub) mit 212.929 Stimmen vor dem Liberaldemokraten Ichirō Inamine mit 194.510 Stimmen; ein dritter, unabhängiger Kandidat war mit rund 21.000 Stimmen abgeschlagen.